# 정약용도서관
정약용도서관은 경기도 남양주시에 있는 도서관이다.

## 연혁
- 2020년 5월 22일 개관.